# La Jolla (barri)
La Jolla (/ləˈhɔɪ.ə/) és un barri de San Diego, Califòrnia. És una comunitat costanera amb turons que ocupa unes 7 milles (11 km) de costa sinuosa al llarg de l'oceà Pacífic a l'extrem nord de la ciutat. El 2004 s'estimava la seva població en 42.808 habitants. La Jolla està envoltada per tres costats per cingleres costaneres i platges a unes 12 milles (19 km) al nord del centre de San Diego, i a 40 milles (64 km) al sud del Comtat d'Orange. El clima és suau, amb una temperatura diària mitjana de 21,4 °C.
La Jolla acull la seu de diversos negocis dedicats a l'hoteleria, la restauració, comerços, programari, finances, immobiliàries, bioenginyeria, pràctica mèdica i recerca científica. La Universitat de Califòrnia, San Diego (UCSD) és a La Jolla, així com el Salk Institute, Scripps Institution of Oceanography (part de l'UCSD), The Scripps Research Institute, i la seu de la National University (tot i que té els seus campus acadèmics repartits arreu del país).

## Història

### Origen del nom

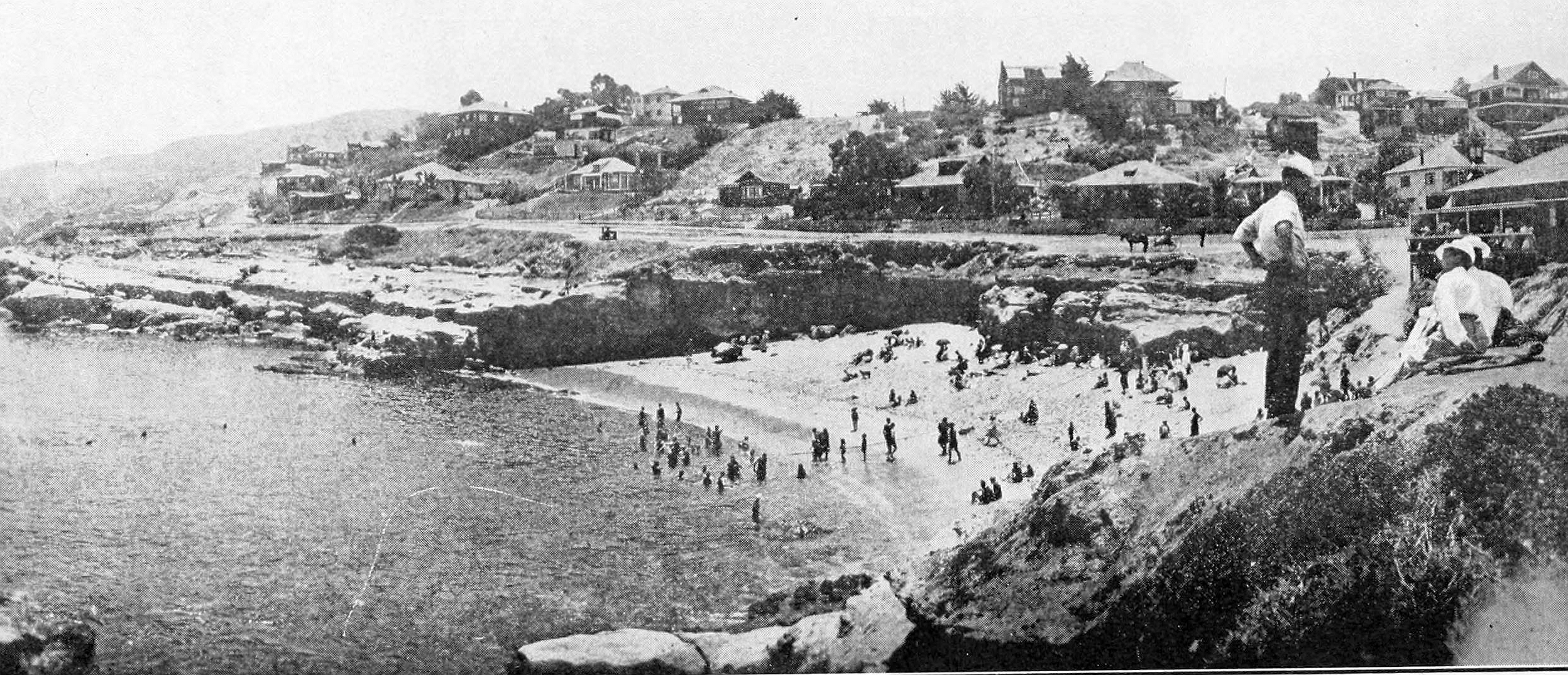
La Jolla, 1908

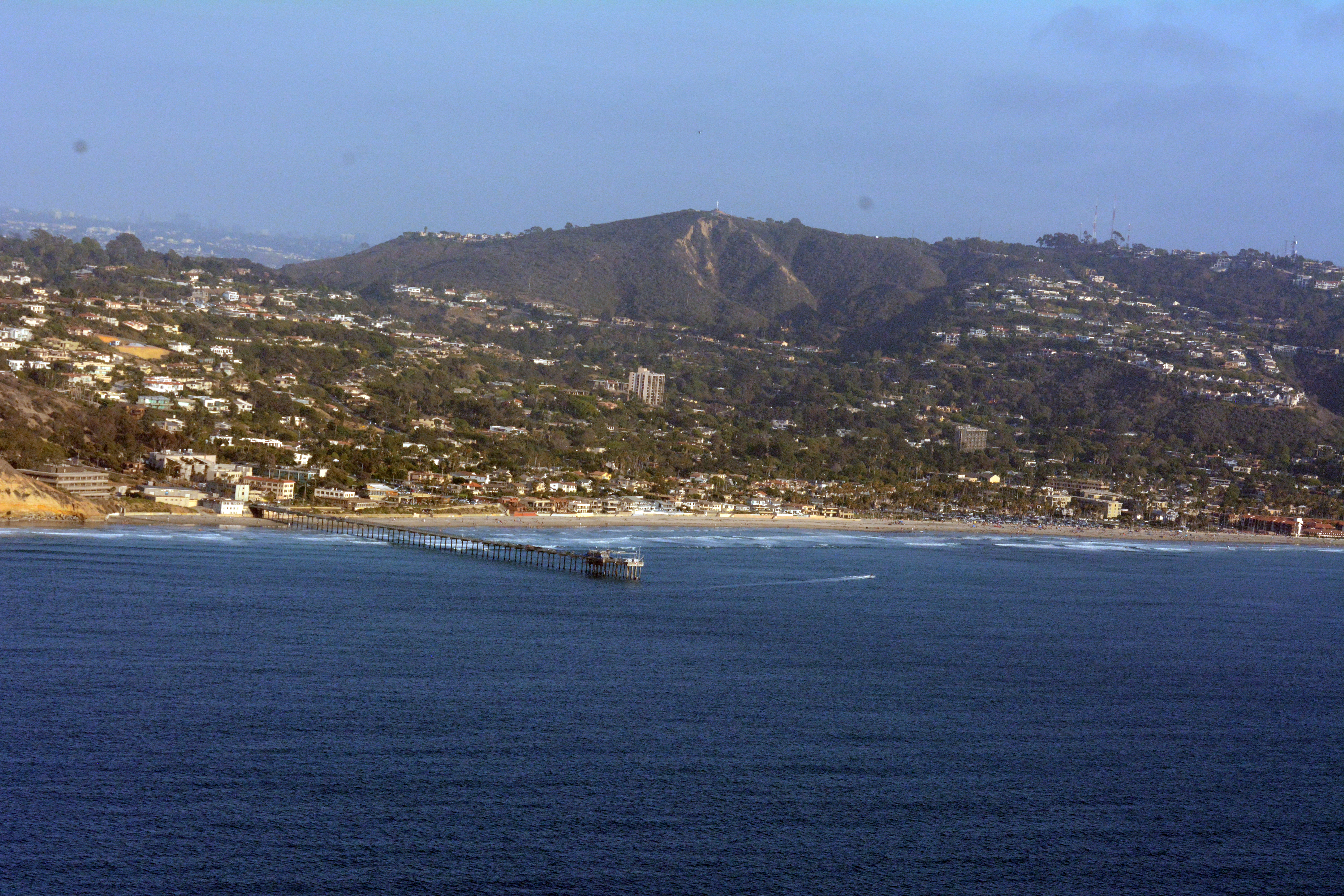
Scripps Institució d'Oceanografia pier

Els nadius americans kumeyaays, anomenaren aquest lloc kulaaxuuy (IPA: [mat kəlaːxuːj]), literalment "terra de forats" (terra = "mat"). La característica topogràfica que donà peu a l'ús de forats al topònim és incert; probablement fa referència a les coves a nivell del mar que hi ha sota els penya-segats encarats al nord, visibles des de La Jolla Shores. Una alternativa, pseudo-etimològica per l'origen del nom és que és un alternar lletrejant de la paraula espanyola “joya”, que significa "la joia". Malgrat ser acadèmicament discutida, aquesta derivació del nom ha estat àmpliament citada popularment. Aquest suposat origen dona`peu a l'apel·latiu "Jewel City" (lit. ciutat joia) que rep la ciutat.

### Orígens

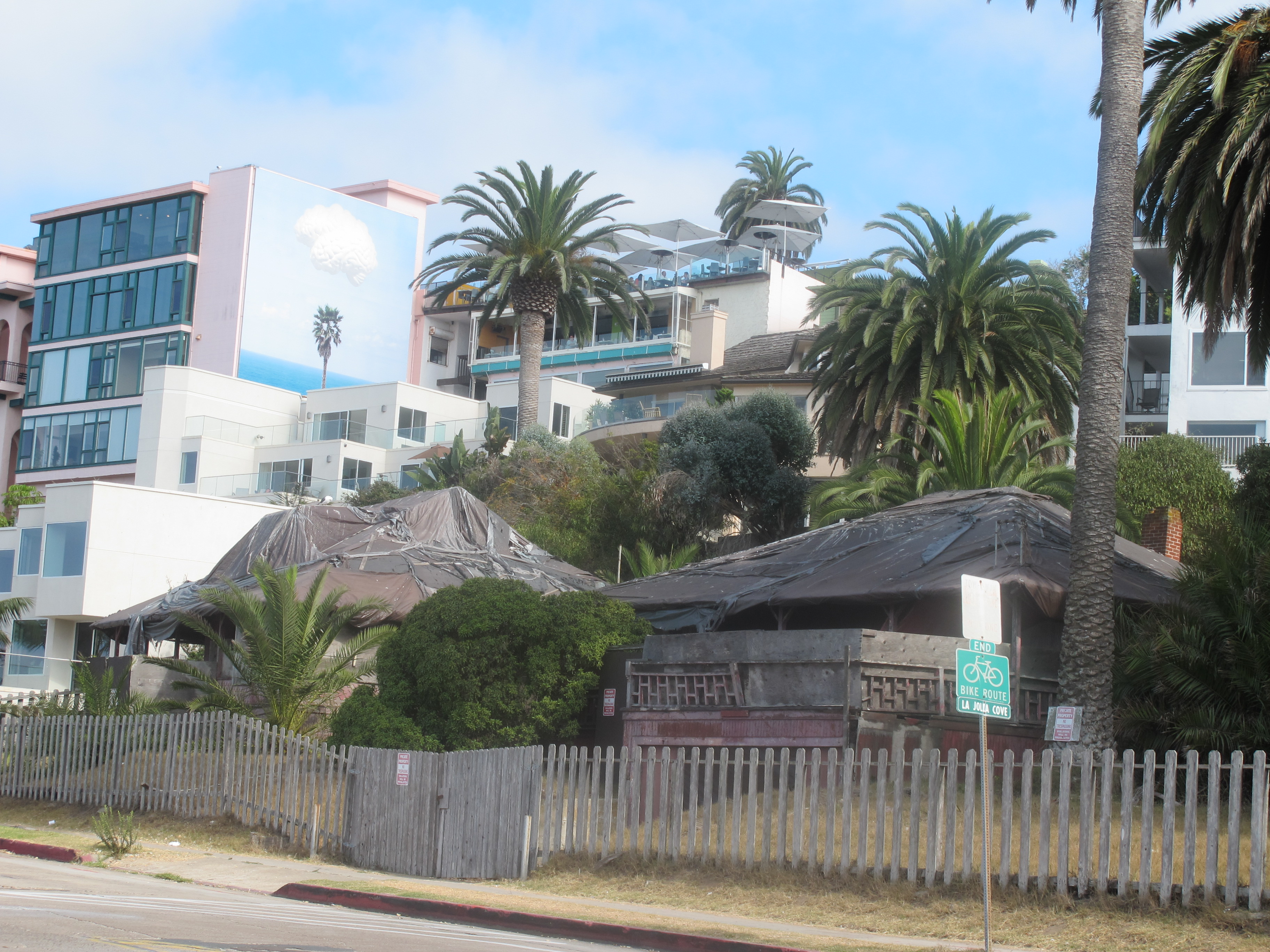
"Red Roost" i "Red Rest", dues cases bungalou construïdes el 1894 a la carretera sobre de La Jolla Cove

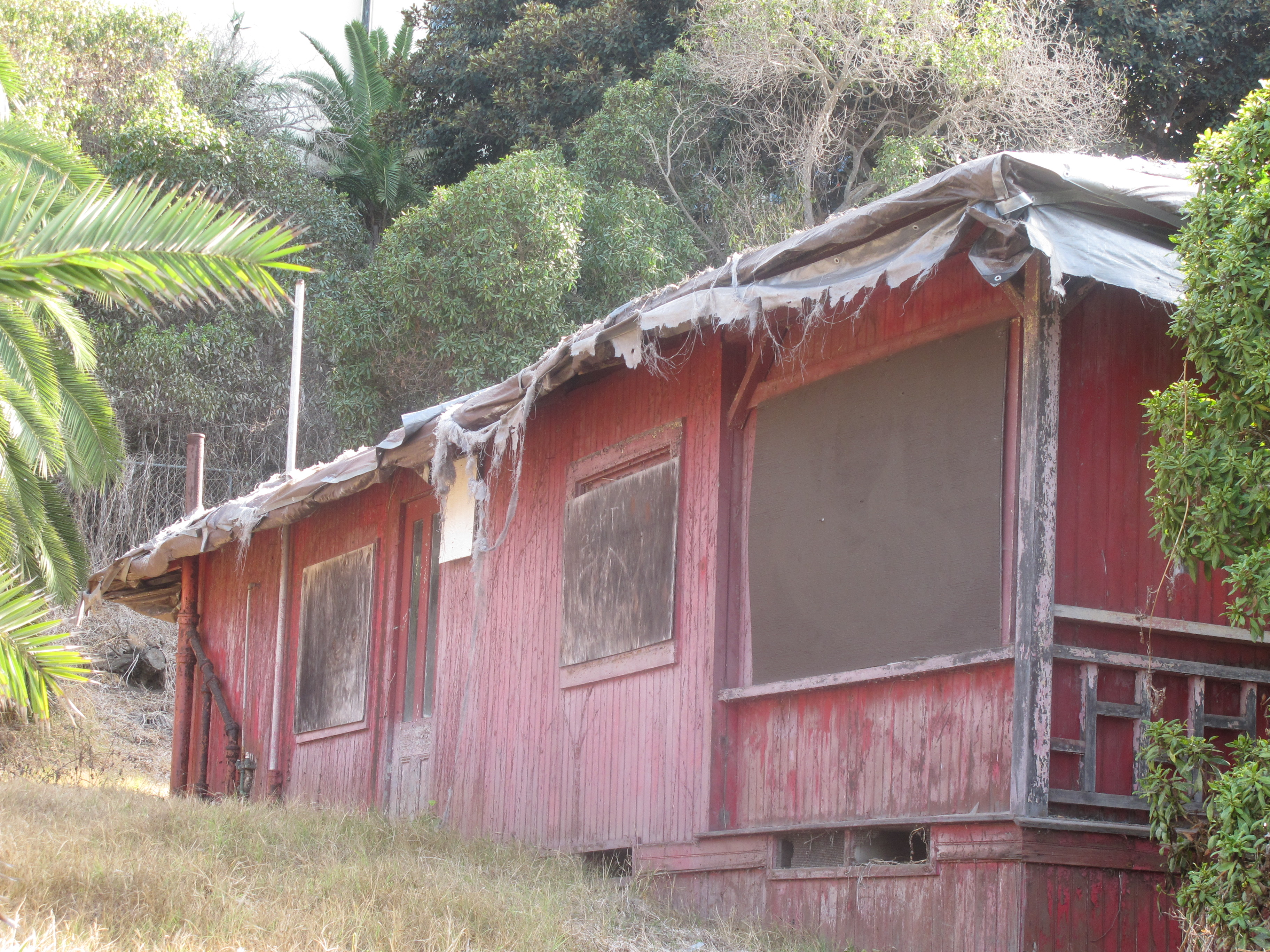
Vista lateral de "Red Roost", un bungalou construït el 1894, un de dos que encara hi ha a la carretera sobre de La Jolla Cove.

Durant el període mexicà de la història de San Diego, La Jolla era situada als mapes com un territori pueblo contenint una seixantena de parcel·les. Quan Califòrnia esdevingué un estat el 1850, l'àrea de La Jolla va ser incorporada com a part de la ciutat de San Diego. El 1870 Charles Dean va adquirir moltes de les parcel·les pueblo i les dividí originant l'àrea actualment designada com La Jolla Park. Dean fou incapaç de desenvolupar la terra i abandonà San Diego el 1881. Un boom immobiliari als anys 1880 dugué als especuladors Frank T. Botsford i George W. Heald per a desenvolupar l'àrea escassament poblada.
Als anys 1890 es construí el ferrocarril que unia San Diego, Pacific Beach i La Jolla, connectant La Jolla a la resta de San Diego. La Jolla esdevingué una zona turística. Per tal d'atreure visitants a la platja, el ferrocarril va construir instal·lacions com una casa de banys i un pavelló de ball. Els visitants s'albergaven en bungalous i cases de camp petites per sobre de La Jolla Cove, així com un atendament provisional, aixecat cada estiu. Dues de les cases de camp construïdes el 1894 encara persisteixen: "Red Roost" i "Red Rest", coneguts també com a "Neptune and Cove Tea Room"; les dues cases de camp han estat vacants des dels 1980. El La Jolla Park Hotel obrí les portes el 1893. L'Hotel Cabrillo va ser construït el 1908 per "Squire" James A. i era més tard incorporat al La Valencia Hotel.
El 1900 La Jolla comprenia un centenar d'edificis i uns 350 residents. La primera biblioteca fou construïda el 1898. El 1907 s'establí una brigada de bombers voluntaris; la ciutat de San Diego va establir una caserna de bombers permanent el 1914. Nathan Rannells va servir successivament com a capità de la brigada voluntària de La Jolla, primer agent policial (l'únic agent policial de San Diego al nord de Mission Valley), i primer administrador de correus.
The Bishop's School va obrir el 1909. El La Jolla High School va ser establert el 1922. El La Jolla Beach and Yacht Club (més tard el La Jolla Platja i Club de Tennis) va ser construït el 1927.

### Ellen Browning Scripps

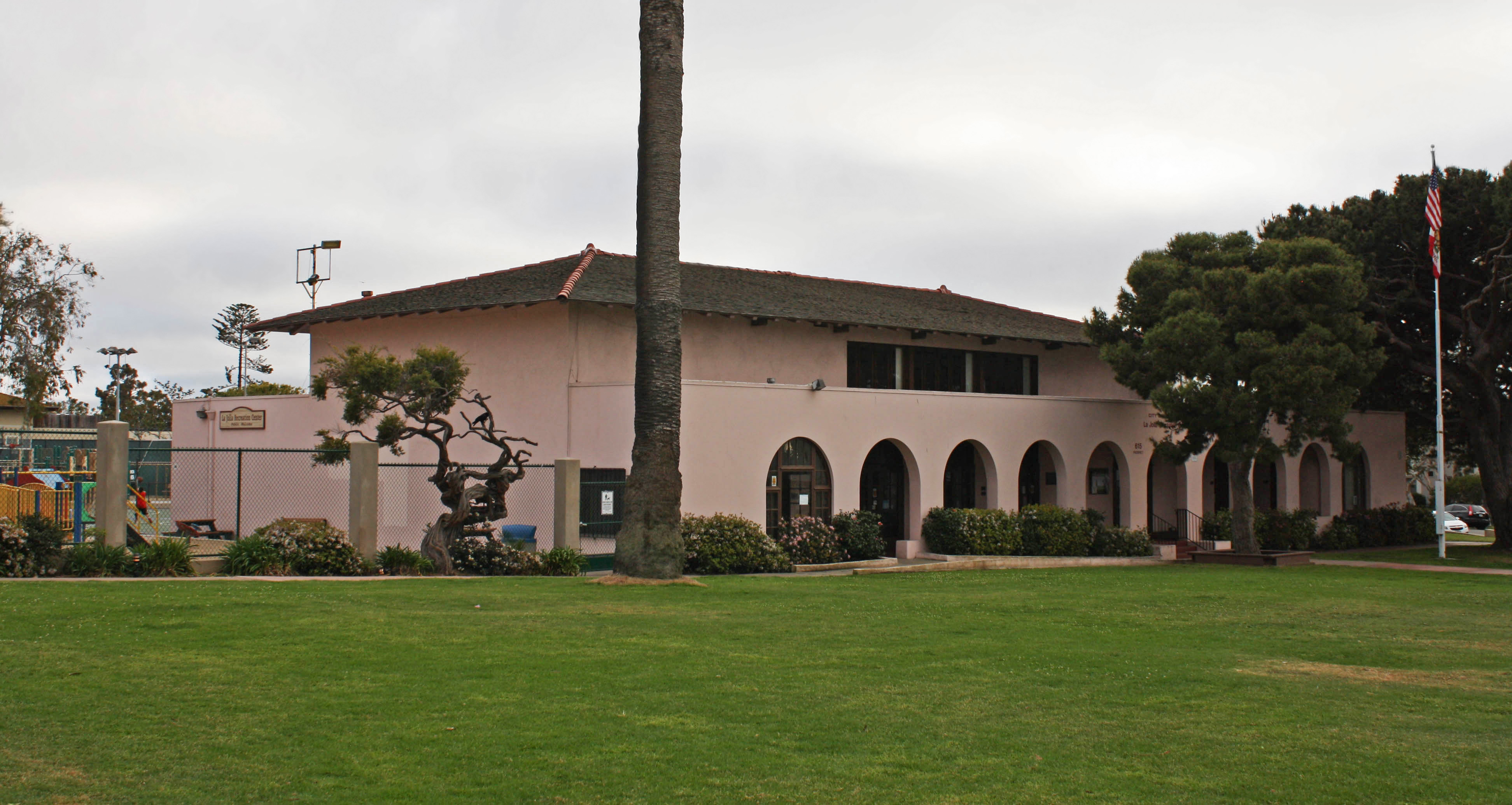
La Jolla Recreational Center

El 1896 la periodista i editora Ellen Browning Scripps s'establí a La Jolla, on va viure els darrers 35 anys de la seva vida. Enriquida per les seves inversions i escrits, va heretar una suma gran del seu germà George H. Scripps el 1900. Soltera i sense fills, es va dedicar a esforços filantròpics, beneficiant especialment La Jolla. Va encarregar molts la majoria d'edificis notables de La Jolla, normalment dissenyats per Irving Gill o el seu nebot i soci Louis John Gill. Molts d'aquests edificis han estat inclosos en el National Register of Historic Places o catalogats com llocs històrics per la ciutat de San Diego; aquests inclouen el La Jolla Woman's Club (1914), el La Jolla Recreational Center (1915), els primers edificis de The Bishop's School, i l'Old Scripps Building al Scripps Institution of Oceanography, així com la seva pròpia residència, construïda el 1915 i que allotja el Museum of Contemporary Art San Diego. Les seves donacions també endegaren el Scripps Memorial Hospital el 1924 (al principi damunt Prospect Street a La Jolla fins que es traslladà al seu emplaçament actual el 1964), el Scripps Metabolic Clinic (avui dia el The Scripps Research Institute), Children's Pool. Ellen Browning Scripps també fundà el Scripps College, una universitat femenina, el 1926. Scripps College és a Claremont, al Comtat de Los Angeles (no confondre's amb Clairemont, una comunitat de San Diego).

### Scripps Institution of Oceanography

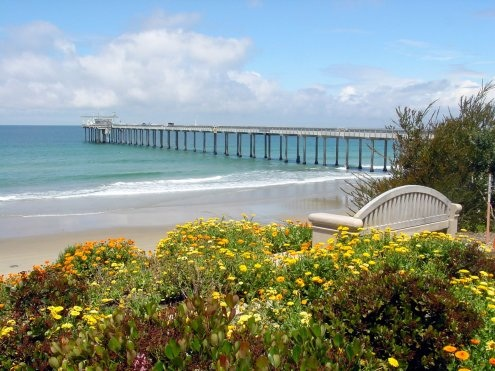
Scripps Institution of Oceanography

El Scripps Institution of Oceanography, un dels instituts oceanogràfics més antics de la nació, fou fundat el 1903 per William Emerson Ritter, cap del departament de zoologia a la Universitat de Califòrnia, amb el suport financer de Scripps i el seu germà E. W. Scripps. Al principi la institució operà fora d'un cobert a Coronado. El 1905 van adquirir un solar de 170 acres (0,69 km²) a La Jolla on la Institució encara està avui. Els primers edificis dedicats a laboratoris obriren el 1907. La institució esdevingué part de la Universitat de Califòrnia el 1912. Finalment esdevingué el nucli primigeni de la Universitat de Califòrnia, San Diego.

### Base Matthews
Del 1917 fins al 1964 els Cos de Marines va mantenir una base militar a La Jolla. La base va ser utilitzada per a fer pràctiques de tir i fou denominat Camp Calvin B. Matthews. Durant i després de la Segona Guerra Mundial la població de La Jolla va créixer, causant desenvolupament residencial fins a arribar ben a prop de la base, de manera que es tornà poc adequat mantenir l'activitat de formació degut a la presència de població de civil adjacent. Mentrestant, el lloc era triat com a ubicació per a un nou campus de la Universitat de Califòrnia. El 1962 la base Matthews va ser declarada supèrflua pel Cos de Marines. La base fou formalment tancada el 1964, i aquell mateix any es matriculà la primera promoció d'universitaris a la Universitat de Califòrnia, San Diego.

### Universitari de Califòrnia
Els dirigents civils locals havien especulat llargament amb la idea d'un campus a San Diego de la Universitat de Califòrnia, i aquesta idea prengué cos després de la Segona Guerra Mundial. El Scripps Institution of Oceanography, sota el seu director Roger Revelle, havia esdevingut un contractista de defensa important, i empreses aeroespacials locals com Convair pressionaven perquè fos un lloc de formació per als seus científics i enginyers. La legislatura estatal va proposar la idea el 1955, i els Regents de la Universitat l'aprovaren formalment el 1960. El campus universitari fou anomenat inicialment "University of California, La Jolla", però el nom va ser canviat a "University of California, San Diego" el 1960. El primer rector fou Herbert York, nomenat el 1961, i el segon rector fou John Semple Galbraith, nomenat el 1964. La universitat fou dissenyada per tenir un sistema universitari; ara hi ha sis facultats. La primera facultat va ser establerta el 1965 i fou anomenada Revelle College en honor de Roger Revelle, qui és considerat com el "pare" de la universitat. El 1968 s'hi establí una facultat de medicina 1968. L'ítem brutalista Geisel Library va obrir el 1970.

### Antisemitisme
La base Matthews lloc de la Universitat va ser seleccionat amb alguna vacil·lació; una de les preocupacions era "si els habitants de La Jolla en particular abandonarien els vells prejudicis per tal de donar la benvinguda a un professorat cultural, ètnica i religiosament divers entre ells". La Jolla tenia una història de restriccions polítiques d'allotjament, sovint especificat en escriptures i documents de propietat. En La Jolla Shores i La Jolla Hermosa, únicament podien posseir propietats persones amb "puresa" d'ancestres europeus; això excloïa els jueus, que no eren considerats blancs. Aquestes "clàusules restrictives" foren antigament força comunes als Estats Units; el 1948 el cas del Tribunal Suprem Shelley v. Kraemer sentencià que no és exigible, i el Congrés els va prohibir vint anys més tard a través de la Fair Housing Act —Llei d'Habitatge Just— (Títol VII de l'Acta de Drets Civils de 1968). Tanmateix, els agents immobiliaris i propietaris a La Jolla continuaren emprant formes més subtils per tal d'evitar o descoratjar els jueus a posseir propietats a La Jolla.
Revelle exposà l'afer francament: "no pots tenir una universitat sense professors jueus. El Real Estate Broker's Association i els seus seguidors a La Jolla havien de decidir si volien una universitat o un pacte antisemita. No podies tenir ambdós." A la fi l'afer fou resolt; La Jolla ara presumeix d'una creixent població jueva, i la presència de quatre sinagogues.

### Creu de Mount Soledad

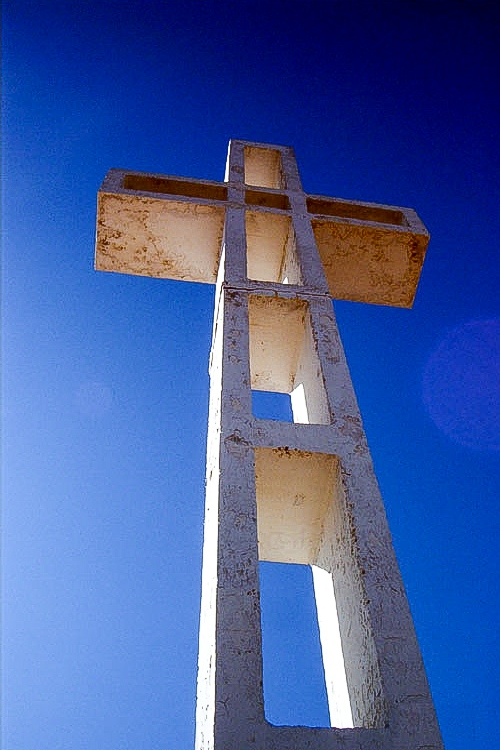
La creu cristiana a Mount Soledad

Mont Soledad és un turó de 251 m a l'extrem oriental de La Jolla, un dels punts més alts de San Diego. L'enorme creu cristiana que en corona el cim fou col·locada el 1913. Ha estat reemplaçada dos cops, el darrer cop el 1954 amb una creu d'una alçada de 29 peus (8,8 m) i 43 peus incloent la base. Al principi coneguda com a "Mount Soledad Easter Cross", (creu de Pasqua del Mount Soledad), la seva ubicació sobre un terreny de propietat pública va ser impugnada en la dècada de 1980 com una violació de la separació entre església i estat. Des de llavors la creu ha sigut un memorial de guerra que es construí al seu voltant i fou rebatejat "Mount Soledad Veterans War Memorial". Des de llavors l'afer ha estat en un continu litigi, en què la ciutat ha intentat vendre's o desempallegar-se del terreny sota la creu. Per un acte de Congrés, el govern federal va agafar possessió d'ell sota àmbit eminent el 2006. El Tribunal dels Estats Units de les apel·lacions pel Novè Circuit van declarar la creu anticonstitucional el 2011, i el Tribunal Suprem dels Estats Units va declinar per sentir una apel·lació. Al desembre del 2013, Jutge de Districte Larry Burns va ordenar que es retirés la creu en 90 dies, però va quedar l'ordre pendent una apel·lació pròxima pel govern.

### Arts

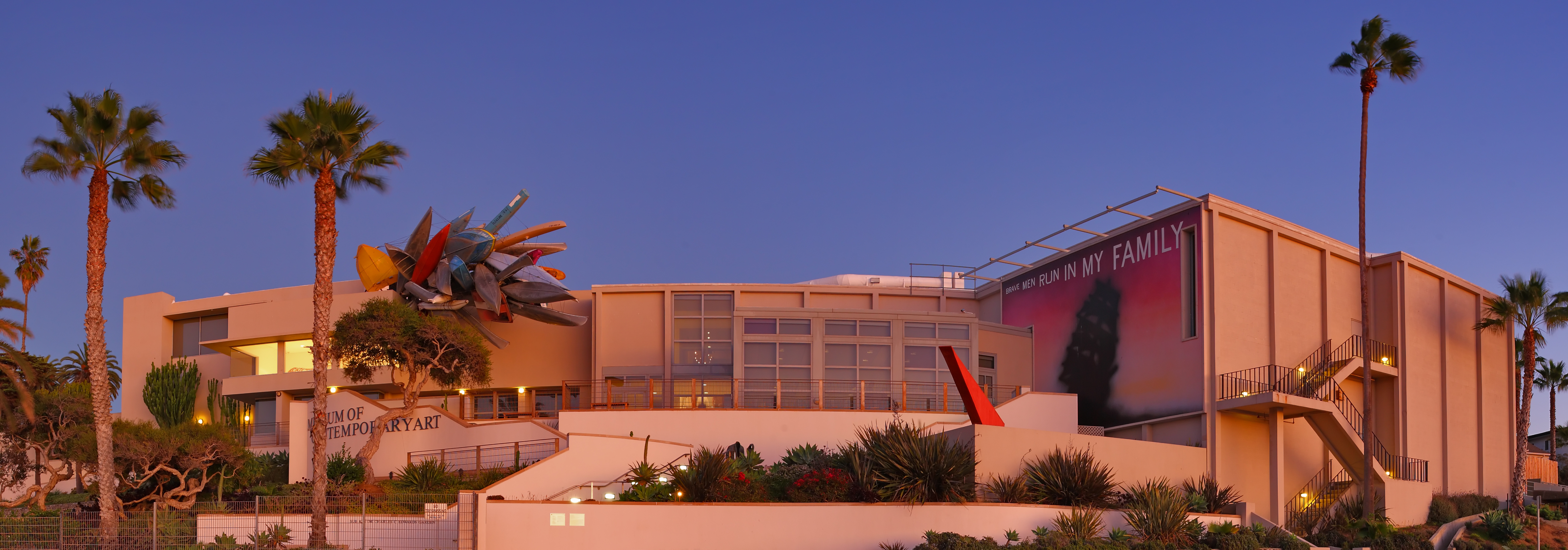
Museum of Contemporary Art - La Jolla

La Jolla esdevenia una colònia d'art el 1894 quan Anna Held (també coneguda com a Anna Held Heinrich) va establir la Green Dragon Colony, un grup de dotze cases de camp dissenyades per Irving Gill, que havia arribat a San Diego l'any anterior i que arribaria a ser el més reputat arquitecte de San Diego.
El La Jolla Playhouse va ser fundat el 1947 per Gregory Peck, Dorothy McGuire, i Mel Ferrer. Esdevingué inactiu el 1959, però va ser reviscut el 1983 en el campus de la Universitat de Califòrnia sota el lideratge de Des McAnuff. Ara allotja tres teatres: el Mandell Weiss Theatre (1983), el Mandell Weiss Forum (1991) i el Potiker Theater (2005).
El Museum of Contemporary Art San Diego va ser fundat el 1941 en La Jolla, en l'antiga casa d'Ellen Browning Scripps (dissenyada per Irving J. Gill). El museu ha experimentat diverses renovacions i expansions, i inclou plans pel 2014 de triplicar la seva mida.

## Geografia

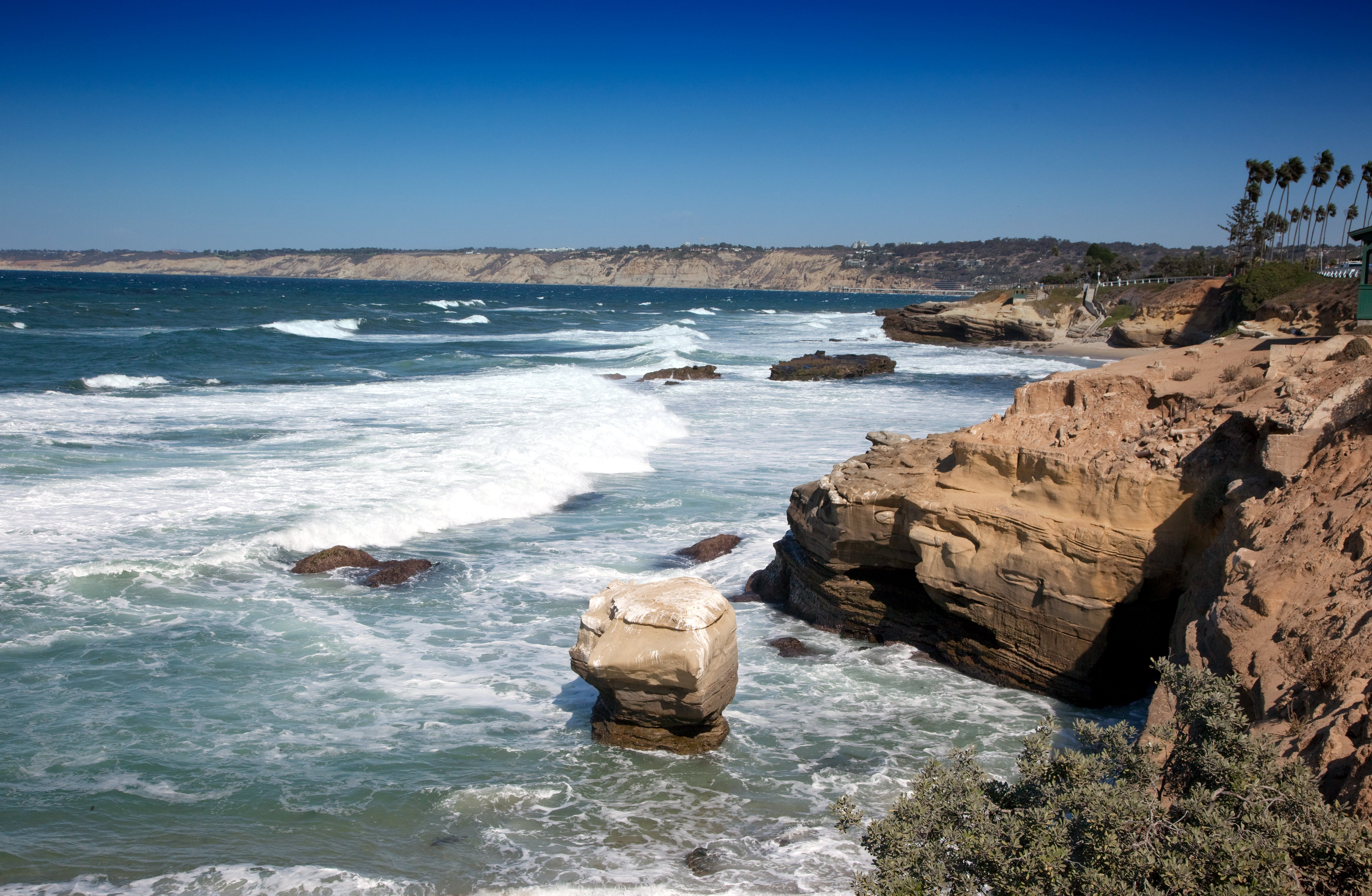
Vista des del nord des de sobre Children's Pool

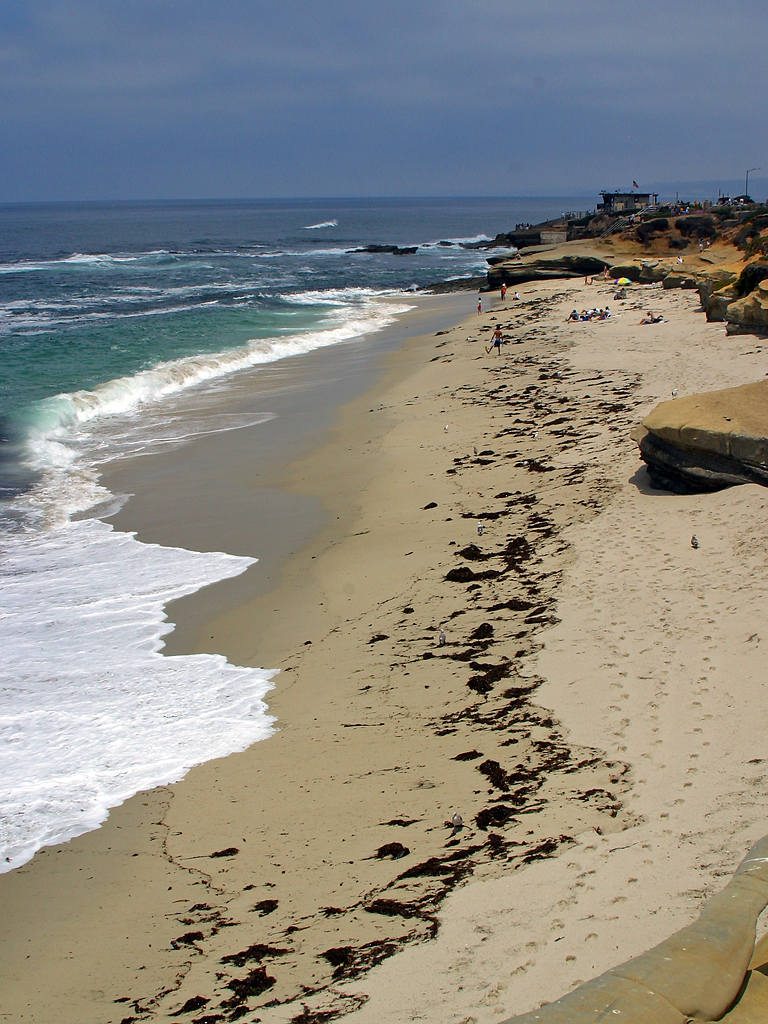
Wipeout Beach

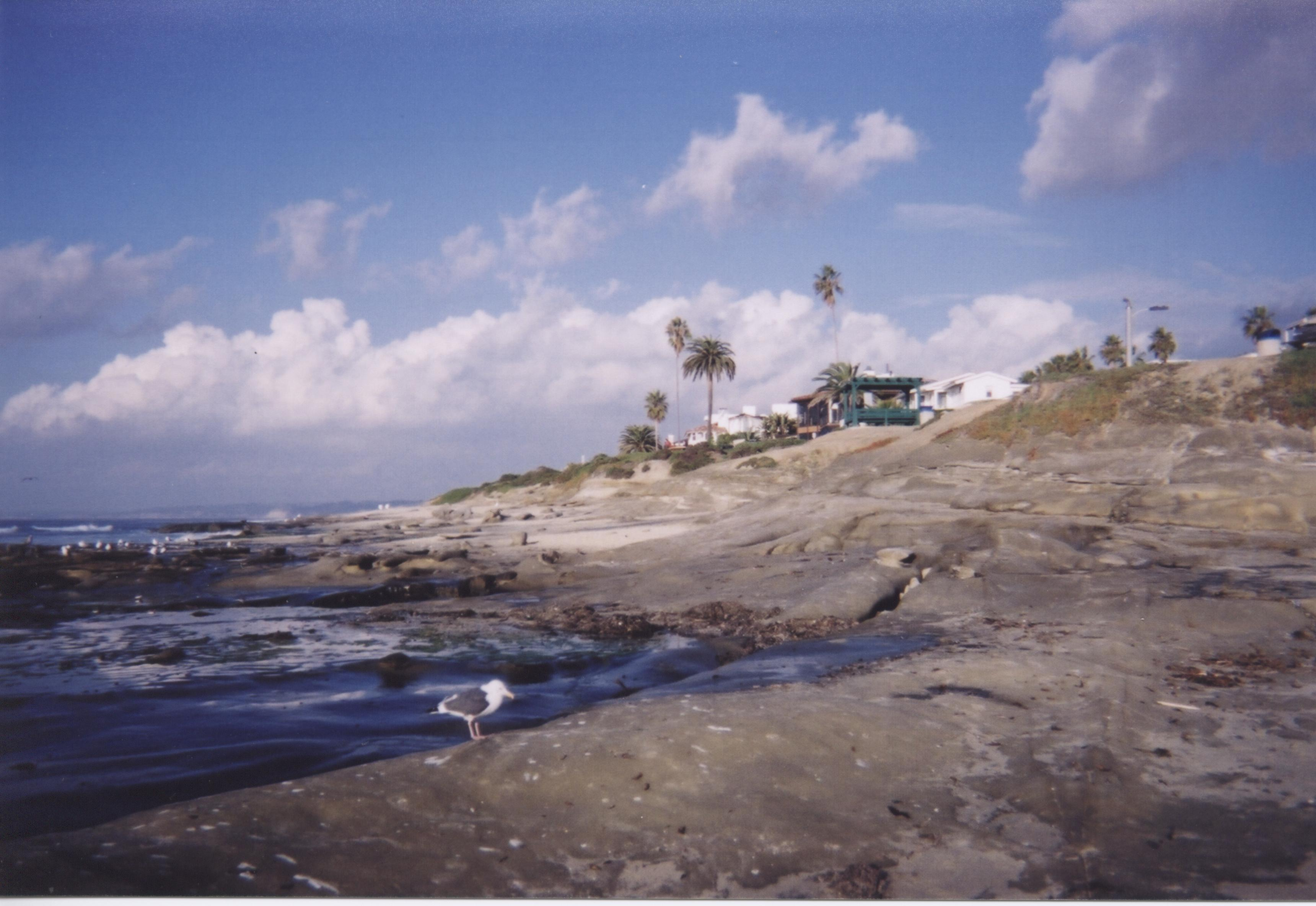
Vista des de Horseshoe

### Demarcació
La frontera de la comunitat comença a Pacific Beach al sud i s'estén al llarg de la costa de l'Oceà Pacífic Torrey Pines State Reserve acabant a Del Mar. La Jolla engloba els veïnats de Bird Rock, Windansea Beach, el centre comercial conegut com a Village of La Jolla, La Jolla Shores, La Jolla Farms, Muirlands, Torrey Pines i Mount Soledad per mencionar-ne alguns.
La Ciutat de San Diego defineix la frontera oriental de la comunitat as Gilman Drive i la carretera interestatal 5 i la frontera del nord amb la Universitat de Califòrnia, San Diego (UCSD).

### Geologia
La Jolla és una àrea de geologia mixta, incloent platges sorrenques i costes rocoses. L'àrea és ocasionalment sotmesa a inundacions i tempestes marítimes, com les ocorregudes al gener i desembre del 2010.
Mont Soledad és cobert de carreteres secundàries que segueixen els seus contorns i centenars de cases amb vistes a l'oceà als seus pendents. És la casa del Mont concret gran Soledad Pasqua Cross construïda el 1954, més tard designat un Memorial de la Guerra de Corea, que esdevenia el centre d'una controvèrsia sobre la ubicació de símbols religiosos sobre una propietat governamental.
El punt geogràfic més destacat de La Jolla és el seu front marítim, que alterna platges d'arena i penya-segats rocosos, i poblacions de foques salvatge. Les platges populars i punts d'accés costaner van llistar aquí, del nord al sud, és:
- Torrey Pines State Reserve
- Black's Beach (una platja nudista de facto)
- Scripps, a prop Scripps Institution of Oceanography
- La Jolla Shores
- La Jolla Beach and Tennis Club
- Boomers Beach
- La Jolla Cove
- Shell Beach
- Children's Pool Beach
- Wipeout Beach
- Horseshoes
- Marine Street
- Windansea Beach
- Bird Rock

## Demografia
La Jolla tenia els preus d'habitatges més alts de la nació entre 2008 i 2009, segons una enquesta feta per Coldwell Banker. L'enquesta compara el cost d'una casa típica de quatre dormitoris en comunitats arreu del país. El preu mitjà d'aquesta casa a La Jolla era d'uns 1.842.000 $ el 2008 i 2.125.000$ el 2009.

## Atraccions i activitats

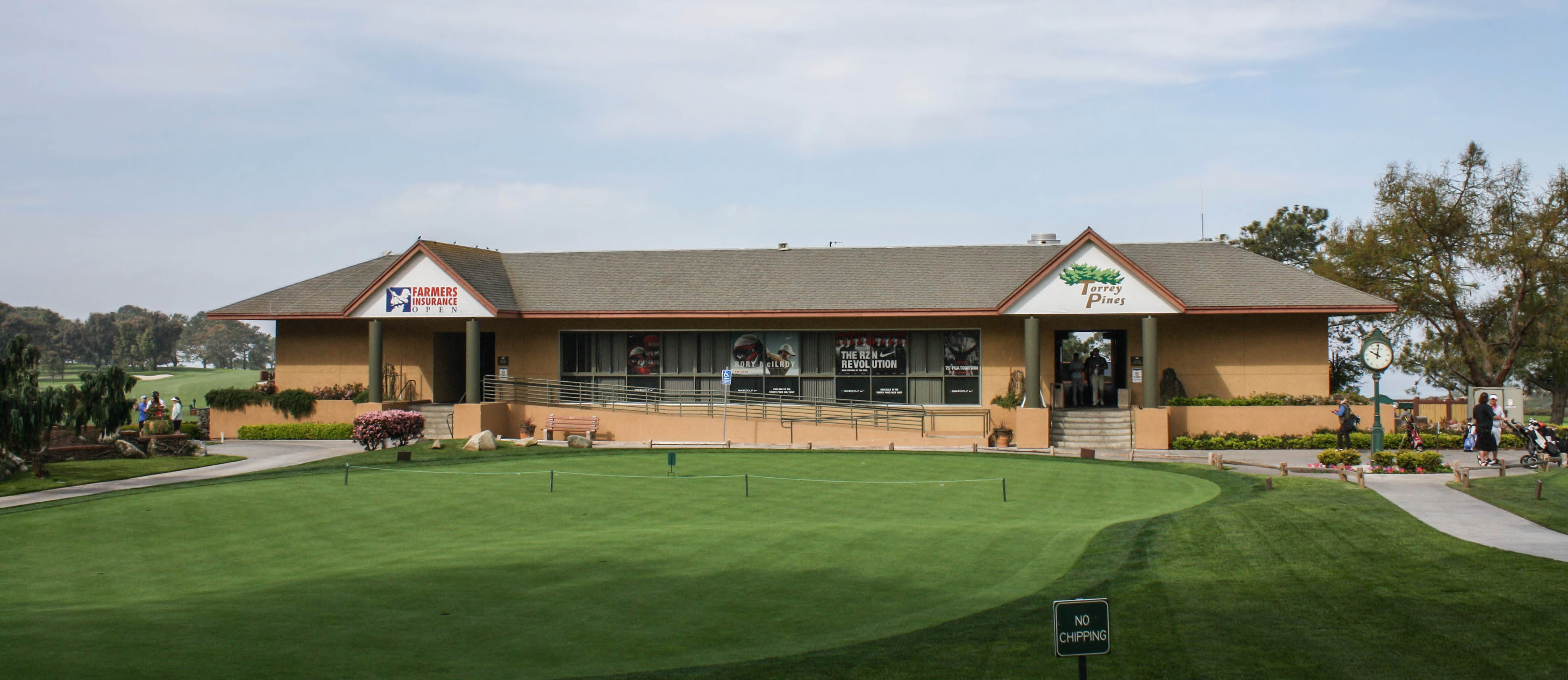
Torrey Pines Golf Course

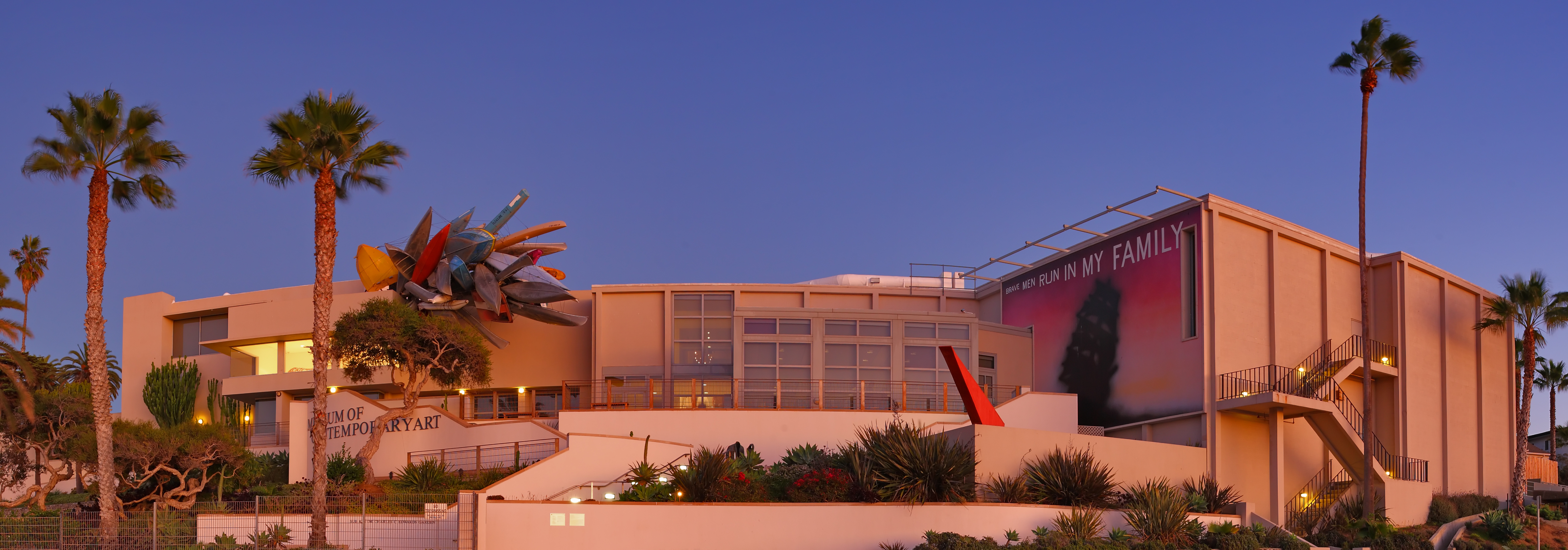
Museu d'Art Contemporani - La Jolla

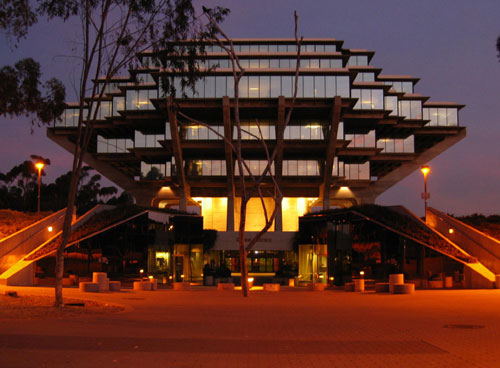
UCSD distintiu Geisel Library, va anomenar després de Theodor Seuss Geisel ("Seuss") i presentat en UCSD logo.

A La Jolla hi ha Torrey Pines Golf Course, lloc cada gener o febrer d'un esdeveniment del PGA Tour anteriorment denominat Buick Invitational i – de llavors ençà 2010 – anomenat Farmers Insurance Open. El 2008, Torrey Pines també allotjà els oberts dels EUA del 2008. Proper a aquest hi ha l platja nudista Black's Beach i el Torrey Pines Gliderport.
El centre de La Jolla és notable per la presència de botigues de joies, boutiques, i restaurants i hotels de luxe. Prospect Street i Girard Avenue també són districtes comercials. El Museu d'Art Contemporani, fundat el 1941, és ben a prop del front marítim en la que fou la residència de la filantropa Ellen Browning Scripps. El museu té una col·lecció permanent amb més de 3.500 peces americanes i europees posteriors al 1950, incloent pintures, treballs en paper, escultures, art fotogràfic, objectes de disseny i vídeos. El museu va ser rebatejat Museum of Contemporary Art San Diego el 1990 per reconèixer la seva importància regional.
Platges i accés d'oceà inclouen Windansea Beach, La Jolla Shores, La Jolla Cove i Children's Pool Beach. Durant molts anys, La Jolla ha estat l'amfitrió d'una cursa d'aigues obertes a La Jolla Cove.
El 2011, el La Jolla Community Foundation va encarregar a diversos artistes que decoressin diversos espais de la ciutat, amb diversos murals. Alguns dels artistes representats en la sèrie són John Baldessari, Julian Opie i Kim MacConnell. La sèrie constava d'onze murals que havien de ser exposats durant dos anys.

## Empreses i mitjans de comunicació
La Jolla fou seude l'editorial de còmics WildStorm Productions, des de la seva fundació per part de Jim Lee el 1993, fins al seu tancament el 2012 quan DC Comics, el qual hi havia adquirit l'editor el 1998, va absorbir l'empresa i va moure les oficines a Burbank (Comtat de Los Angeles).
La Jolla és l'escenari de la temporada 2011 de The Real World: San Diego, la vint sisena temporada de la llarga sèrie de telerealitat de MTV.

## Fills il·lustres
- Gregory Peck (1916 - 2003) actor de cinema[50]